# Scarlattiana per pianoforte e piccola orchestra, op. 44
La Scarlattiana per pianoforte e piccola orchestra, op. 44 è una composizione di Alfredo Casella del 1926.

## Storia della composizione
Due dei maggiori compositori italiani del Novecento, Ottorino Respighi e Alfredo Casella, hanno avuto in comune il fatto di essere stati allievi di Giuseppe Martucci, compositore, pianista e direttore d’orchestra, la cui intensa e proficua attività ha fatto del maestro di Capua uno dei rappresentanti più eminenti della generazione di musicisti a cui spetta il merito di aver realizzato un “ponte di collegamento” tra la allora segregata tradizione strumentale italiana con la cultura del romanticismo europeo.
Alfredo Casella era un ragazzo di soli tredici anni, quando nel 1896 Martucci consigliò alla madre del giovanissimo musicista di farlo trasferire a Parigi, la città ritenuta dal suo maestro come la più adatta per proseguire gli studi musicali. Tale consiglio acquista maggior valore qualora si consideri il legame di Martucci con la tradizione romantica tedesca; durante il periodo di attività a Bologna fu, non a caso, il primo a dirigere in Italia il Tristano e Isotta di Richard Wagner (1888) e la Terza Sinfonia di Johannes Brahms (1890). Ciononostante, Martucci vide nella Francia più che nella Germania il centro del rinnovamento musicale in Europa; e vide giusto.
A Parigi Casella divenne allievo di Gabriel Fauré per la composizione ed ebbe contatti con alcune delle maggiori personalità del mondo musicale, tra cui Gustav Mahler, Arnold Schönberg, Maurice Ravel, Béla Bartók e Igor Stravinskij. Diede presto inizio all’attività concertistica come solista al pianoforte (Casella conosceva a memoria numerose sonate di Beethoven), oltre che accompagnatore in una serie di tournée..
L’esperienza fruttuosa trascorsa nella capitale francese portò Casella ad approfondire anche la conoscenza dell’arte di Claude Debussy; tuttavia fece grande amicizia soprattutto con Ravel verso il quale lo legava un sentimento di genuina simpatia e ammirazione, tanto per l’uomo quanto per la sua arte sobria ed essenziale. Ciò malgrado, il giovanissimo compositore torinese durante il soggiorno parigino conservò comunque l’attenzione per le figure di compositori da lui prediletti durante l’infanzia, quali Johann Sebastian Bach, Mozart, Beethoven e Wagner, ma soprattutto Domenico Scarlatti.
L’ammirazione di Casella per il grande clavicembalista napoletano si rivela appieno nella Scarlattiana, composizione terminata nel 1926 per un complesso formato da pianoforte solista e piccola orchestra, che ancora ai nostri giorni rimane una delle opere più popolari ed eseguite del suo autore, dove egli manifesta il suo talento nella musica strumentale giungendo a una scrittura essenziale, moderna e razionale.

## Struttura della composizione
Nella Scarlattiana si può ravvisare, accanto alla giovanile predilezione di Casella per l’arte di Domenico Scarlatti, la sua più matura attenzione verso Stravinskij e la sua concezione della “musica al quadrato”. Con tale termine ci si riferisce a una caratteristica della fantasia creatrice del compositore russo; per mettersi in moto bisognosa ricevere lo stimolo rappresentato da una qualche musica preesistente. In “Memoires and Commentaries” Stravinskij ebbe ad affermare: "Il mio istinto è di ricomporre …; tutto ciò che m’interessa, tutto ciò che amo, voglio farlo mio (probabilmente sto descrivendo una rara forma di cleptomania)". Un esempio di tale musica è il balletto Pulcinella, che diede l’avvio al periodo cosiddetto “neoclassico” di Stravinskij, nel quale l’autore ha fatto uso di motivi tratti da composizioni di Giovanni Battista Pergolesi.
Il risultato dell’incontro con la musica di Stravinskij ha prodotto l’effetto di fare un posto sempre più ampio nell’opera di Casella per una struttura melodica molto chiara e incisiva, in cui si rinvengono brevi frasi nervose, evidenziate da un’armonia quanto mai semplice, e sostenute per contro da un contrappunto aperto, vivificato dalla spinta di un vigoroso senso del ritmo. Notevole è la grande economia dei mezzi, accanto all’impiego di antiche forme di danze italiane quali la tarantella e la siciliana, che più volte è dato di ritrovare in altre opere caselliane. 
Il ricorso a elementi tematici tratti dalle musiche di altri autori, tuttavia, in Casella si differenzia dal modello di Stravinskij di cui manca il connotato del rifacimento stilistico inaugurato nel Pulcinella. Pur partendo dalle stesse premesse, nella Scarlattiana il rifacimento diviene riferimento preciso e costante, fonte d’ispirazione assoluta, ricostruzione di un legame col passato che può presentare taluni risvolti ironici, ma mai frivoli.
In particolare, osserva Marta Marullo, l’atmosfera che si respira nella Scarlattiana è meno critica rispetto al modello di Stravinskij nella manipolazione dei temi di Domenico Scarlatti, in quanto non si tratta di una vera e propria trascrizione. Lo scopo che si è posto Casella è quello di stabilire un rapporto col passato utilizzando temi del Settecento come una fonte d’ispirazione da cui trarre un autonomo processo compositivo.
La Scarlattiana si divide in cinque tempi, nei quali Casella fa riferimento a ben ottantotto temi tratti dalla cospicua produzione (più di cinquecento sonate) per il clavicembalo del compositore napoletano che dà prova in queste opere di una incredibile fantasia inventiva.
Nella Sinfonia l’introduzione è degli archi pizzicati a cui segue l’entrata dei fiati; gli archi eseguono un tema dal tono alquanto meditabondo e severo, poi è la volta della sezione in tempo allegro che ricorda una vivace danza a cui segue l’entrata del solista, dalla sonorità brillante e di grande effetto, marcatamente percussiva come per richiamare l’idea del clavicembalo. Segue il dialogo tra archi e fiati, quindi ritorna il solista che annuncia il suo secondo tema, mentre il ritmo di danza vivace e sfrenata fa di tanto in tanto la sua riapparizione. Un breve momento di quiete riporta all’atmosfera dell’introduzione, ma tosto ritorna il vivace tempo di danza popolare, cui segue l’energica conclusione.
Tutt’altra atmosfera è quella del secondo movimento indicato Minuetto introdotto dall’oboe accompagnato dal pizzicato degli archi, che eseguono a loro volta il tema introduttivo poi seguiti dal fagotto che ripete il motivo annunciato dall’oboe (sempre con il sottofondo degli archi pizzicati). Archi e fiati riprendono il tema introduttivo, variandolo, fin quando fa il suo ingresso il pianoforte solista con il sottofondo discreto dei fiati, seguito dagli archi gravi in tono severo e solenne. Riappare in primo piano il pianoforte che presenta il suo primo elemento tematico, seguito da altre figurazioni di note (legate e staccate) con accompagnamento dei clarinetti (in due note discendenti e in tremolo). Poi, è la volta del flauto seguito dal clarinetto che precedono il ritorno degli archi in pizzicato con accompagnamento dei fiati, seguiti a loro volta dal pianoforte che ripresenta il suo secondo elemento tematico. Si ha successivamente un riepilogo degli altri motivi già uditi in precedenza, fino alla serena conclusione degli archi accompagnati in sequenza dal fagotto in staccato, dal clarinetto e dal clarinetto basso che conclude la sezione.
Dopo una pausa, un nuovo tema, solenne quasi come un inno, si ode circa a metà del movimento, mentre il solista esegue una variazione del secondo elemento tematico. Riappare il pizzicato degli archi, ma in un tono alquanto grave e compassato; si tratta tuttavia di una breve parentesi prima del ritorno all’atmosfera più distesa dell’introduzione. Nella sezione conclusiva si odono nuovamente i temi già uditi in precedenza, sempre rielaborati da Casella in modo tale da non destare all’ascoltatore il minimo senso di monotona ripetizione, fino alla placida conclusione con l’alternanza del solista e delle varie sezioni orchestrali.
Il terzo movimento è un Capriccio che si apre con l’introduzione impetuosa annunciata dalla tromba, la quale si alterna con gli archi; poi tocca ai fiati proseguire come in un gioco di rincorsa continua con gli archi, fino alla pausa che precede l’entrata del pianoforte solista con l’accompagnamento delle varie sezioni orchestrali. Dopo la breve introduzione, il pianoforte annuncia il suo primo elemento tematico che pare girare su sé stesso, come in un allegro carosello. L’alternanza orchestra-solista prosegue con un andamento vivace ed energico, fino a condurre a un altro elemento tematico del solista, stavolta dal tono bonario, un poco scanzonato, mentre le varie sezioni orchestrali paiono nuovamente rincorrersi a vicenda. Dopo un breve intermezzo calmo, quasi un riprendere il fiato per una lunga rincorsa compiuta, si ritorna al motivo dell’introduzione, stavolta un po’ meno energico, al quale segue la riesposizione di quanto già udito in precedenza, ma in una veste sonora diversa che richiama con i suoi sempre vividi colori l’attenzione dell’ascoltatore, fino alla conclusione anche qui, come nella precedente Sinfonia, energica e brillante.
Con il quarto movimento Pastorale si ritorna alla quiete che contrassegnava il minuetto; clarinetto e fagotto introducono il primo motivo, seguiti dall’oboe (più in alto) e dal corno, ai quali si aggiunge il clarinetto basso. Poi seguono vari impasti sonori dei fiati, in tono bucolico e alquanto malinconico che suggeriscono l’idea di quiete pastorale annunciata nel titolo. Successivamente sono gli archi a esporre un secondo motivo dalla distesa e serena cantabilità, quindi fa la prima apparizione il pianoforte solista, di quando in quando interrotto dagli ingressi dell’orchestra. Un breve passaggio ostinato del pianoforte conduce al dialogo degli archi in pizzicato con il tremolo dei fiati. Dopo una pausa, è il pianoforte che introduce la sezione mediana del movimento, dove l’atmosfera cullante iniziale cede il passo a un momento di crescente inquietudine, un po’ come un bimbo che, dopo essersi serenamente addormentato, inizi a fare un sogno cupo immerso in una buia atmosfera, dissipata dall’ingresso del corno che, come un gallo al mattino, annuncia il sorgere del sole che scaccia i cattivi spiritelli della notte in una fiaba. Le sonorità orchestrali sempre più serene e luminose restituiscono all’ascoltatore il paesaggio agreste con cui il movimento era incominciato e la musica si conclude con la cullante serenità iniziale. 
Nel Finale, dopo la grave introduzione degli archi, con i fiati che fanno alcune brevi apparizioni in sottofondo come nel caso dei flauti e oboi sul pizzicato, un crescendo dell’orchestra porta al fortissimo cui segue il ritorno del brio impetuoso e trascinante del precedente Capriccio. Il pianoforte dà vita a un serrato dialogo con le varie sezioni orchestrali, un po’ come una commedia del teatro napoletano dove i vari protagonisti discutono vibratamente per portare avanti ciascuno le proprie argomentazioni. Poco prima della conclusione, il pianoforte conduce a un’atmosfera più serena, come il “deus ex machina” della commedia che risolve brillantemente il nodo della controversia, riportando tra i protagonisti la gioia e l’allegria. 
Fedele d’Amico, a proposito dei movimenti allegri di Casella, ha osservato che rappresentano blocchi di energia che, una volta messa in moto, si svolge inesorabile fino alla fine, con la stessa naturalezza di un fenomeno fisico, e conclude: 
"… ne nasce un’impressione di letificante benessere e di quell’umorismo che è proprio della salute e della forza".

## Discografia parziale
- Tina De Maria, pianoforte e Orchestra Scarlatti di Napoli, Franco Caracciolo direttore (Colosseum)
- Martin Galling, pianoforte con Berliner Symphoniker, Carl August Bünte direttore (Fratelli Fabbri Editori, IGM 1042)
- Paolo Restani, pianoforte con Filarmonica ’900 del Teatro Regio di Torino, Marzio Conti direttore (Brilliant Classics)
- Martin Roscoe, pianoforte e BBC Philharmonic, Gianandrea Noseda direttore (Chandos)
- Marisa Tanzini, pianoforte e Radio Symphonie-Orchester Berlin, Gerd Albrecht direttore (Koch Schwann)